# 邁阿密設計展
邁阿密設計展（Design Miami/）是每年12月在美國佛罗里达州迈阿密举行的国际设计博览会。它的姊妹展“邁阿密設計展/巴塞尔”（Design Miami/ Basel）每年六月在瑞士巴塞尔举行。该展会由房地产开发商克雷格·罗宾斯和设计顾问安布拉·梅达創辦。该展览于2005年以“Design.05”的名义推出，次年更名为“Design Miami/”并推廣到瑞士。2021年11月4日至14日，首届Design Miami/ Podium x Shanghai落地外滩源壹号。